# Nodozana roseofuliginosa
Nodozana roseofuliginosa är en fjärilsart som beskrevs av Rothschild 1913. Nodozana roseofuliginosa ingår i släktet Nodozana och familjen björnspinnare. Inga underarter finns listade i Catalogue of Life.